# Benjamin Whichcote
(Benjamin Whichcote)
Benjamin Whichcote (Stoke-on-Trent, 4 maggio 1609 – Cambridge, maggio 1683) è stato un filosofo e teologo inglese.
Anglicano, rettore del King's College di Cambridge, è considerato il fondatore della Scuola platonica di Cambridge. Suo allievo fu il filosofo John Smith che fu membro della scuola.

## Biografia
Nato a Stoke nello Shropshire, entrò all'Emmanuel College dell'Università di Cambridge nel 1628, divenendo fellow nel 1633. Nel 1637 fu ordinato diacono, nel 1643 si sposò e fu pastore a North Cadbury, nel Somerset. Nel 1644 divenne rettore del King's College, del quale fu vice-cancelliere nel 1650. Malgrado le sue idee politico-religiose, egli fu l'unico dei nuovi parlamentari della Camera a non aderire ai Covenanti e nel 1650, durante l'Interregno, egli mise al corrente Oliver Cromwell della questione riguardante la tolleranza degli ebrei.
Durante la Restaurazione monarchica fu rimosso dal suo incarico al King's College, ma fu reinserito quando nel 1662 accettò l'«Act of Uniformity», che ristabiliva nel servizio ecclesiale i riti previsti nel Book of Common Prayer. Da allora Whichcote fu pastore nella chiesa di Sant'Anna a Blackfriars, fino al 1666, anno nel quale la chiesa fu distrutta da un incendio. Nel 1668 fu nominato vicario della chiesa di St. Lawrence Jewry.

## Pensiero
Whichcote ebbe vedute liberali ma fu contrario al puritanesimo e alla sua dottrina della depravazione totale - avendo per questo motivo una breve controversia con Anthony Tuckney - e si affermò su posizioni vicine al semipelagianesimo. Affermò che l'uomo si comporta come un "bambino della ragione", in quanto il peccato originale ha reso problematico il corretto uso della ragione che tuttavia resta lo strumento umano di eccellenza, in grado di pervenire alle verità divine.
Poiché nell'uomo esistono alcune domande che vanno oltre le possibilità razionali, così che chi professa una religione si dà le risposte attraverso la fede, diviene necessario, secondo Whichcote, ammettere la tolleranza religiosa. Per questo motivo Whichcote fu anche accusato di essere un arminiano, un sociniano e un latitudinariano.

## Opere
I suoi lavori sono stati quasi tutti pubblicati dopo la sua morte ed includono: 
- Select Notions of B. Whichcote (1685)
- Select Sermons (1689)
- Discourses (1701)
- Moral and Religious Aphorisms (1703)